# مانينكا جيرفي
مانينكا جيرفي هي بحيرة متوسطة الحجم تقع في فنلندا. وهي تنتمي إلى منطقة مستجمعات المياه الرئيسية فووكسي، حيث تقع في منطقة سافو الشمالية وبلدية مانينكا. تعتبر البحيرة عميقة حيث يصل متوسط عمق البحيرة في الجزء الجنوبي 24 مترا.